# SAIC Motor

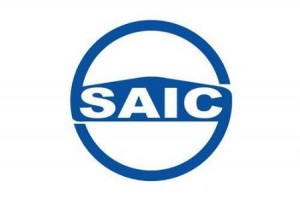
SAIC-Motor-Logo bis 2021

Die SAIC Motor Corporation Limited (SAIC, zuvor Shanghai Automotive Industry Corporation) ist ein staatlicher chinesischer Autokonzern. Das Unternehmen ist (Stand 2022) der mit weitem Abstand größte Hersteller von Autos, Motorrädern und Autoteilen der Volksrepublik China.
Mit der 1984 gegründeten Volkswagen SAIC Automotive Co. Ltd. ist der Autohersteller eng mit dem Volkswagenkonzern verbunden und stellt Teile für den europäischen Markt und VW-Fahrzeuge für den asiatischen Markt her.
SAIC arbeitet in China unter anderem mit General Motors und Volkswagen zusammen. Der Konzern übernahm Ende 2004 48,9 % des südkoreanischen Automobilherstellers SsangYong Motor Company. Dies geschah im Rahmen der aktuellen Expansionspolitik des Unternehmens, das zunehmend versucht, auch internationale Märkte zu erreichen. Ebenfalls Ende 2004 zeigte es Interesse an der angeschlagenen MG Rover Group, wobei die Verhandlungen im Frühjahr 2005 scheiterten. Davon unabhängig erwarb SAIC Lizenzen der nunmehr ausgelaufenen Modelle Rover 75 und Rover 25 für die Fertigung in China, die leicht abgewandelt seit Oktober 2006 mit dem Namen Roewe versehen wurden. Nach der Übernahme von Nanjing Automobile Group ein Jahr später gehört auch die Marke MG zu SAIC. Außerdem gehört SAIC zu dem 2023 gegründeten Vertriebsnetzwerk Harmony Intelligent Mobility Alliance (HIMA) mit Huawei.
SAIC produzierte 2015 5,901 Millionen Fahrzeuge und beschäftigte rund 163.817 Mitarbeiter. Mit einem Umsatz von 102 Mrd. US-Dollar steht SAIC laut den Forbes Global 2000 auf Platz 206 der weltgrößten Unternehmen (Stand: GJ 2024). Das Unternehmen kam Mitte 2018 auf eine Marktkapitalisierung von ca. 64 Mrd. USD, 2022 war es nach Stückzahlen mit 5,3 Millionen Einheiten der sechstgrößte Autohersteller der Welt, hinter Stellantis und vor Ford.
Aktueller Vorsitzender des Unternehmens ist Chen Zhixin, Präsident ist Chen Hong.

## Tochtergesellschaften, Joint Ventures und Beteiligungen
Zu den Tochtergesellschaften von SAIC gehören:
- Shanghai Auto Works
- Shanghai Sunwin Bus Corporation (SUNWIN): Ein Joint Venture von SAIC und Volvo. Es werden Busse hergestellt.
- Shanghai Xingfu Motorcycle stellt Motorräder her.
- Shanghai Tractor & Internal Combustion Engine Corporation
- SAIC Volkswagen ist die in Werken in Shanghai aufgebaute Kooperation mit der Volkswagen AG. Hier wurde u. a. der VW Santana für den chinesischen Markt produziert.
- SAIC General Motors ist das Joint Venture von SAIC und General Motors.
- Yanfeng Visteon ist das Joint Venture von SAIC und ursprünglich Ford bzw. seit 2002 dem Ford-Tochterunternehmen Visteon
- SAIC GM Wuling (SGMW) ist ein Joint Venture von SAIC (50,1 %), General Motors (44 %) und Liuzhou Wuling Motors (5,9 %), das PKWs und Nutzfahrzeuge unter den Marken Wuling und Baojun herstellt.
- SA-Yizheng Automotive
- Etsong (Qingdao) Vehicle Manufacturing: produziert Fahrzeuge unter den Markennamen Etsong und Yema (seit 2005 im Besitz der SAIC)
- MG (chinesische Automarke): per Zwangsfusion 2007 mit Nanjing Automobile Group zu SAIC gekommene ehemalige British-Leyland-Motor-Corporation-Marke
- Roewe, Rover-Surrogat mit Zutaten aus dem Konkurs von Rover
- Nanjing Automobile Group (seit Ende 2007)
- Maxus: Automarke für Nutzfahrzeuge und Pkw
- Rising: Automarke für Elektroautos; hervorgegangen aus der zu Roewe gehörenden Submarke R
- IM Motors: Automarke des Joint Ventures zwischen SAIC, Zhangjiang Hi-Tech Park und der Alibaba Group

## Umweltbelastung
Anlässlich der UN-Klimakonferenz im Jahr 2021 wurde festgestellt, dass SAIC jährlich 158 Millionen Tonnen CO₂ ausstößt.